# Prionostemma magnificum
Prionostemma magnificum is een hooiwagen uit de familie Sclerosomatidae.